# Celaena rufescens
Celaena rufescens är en fjärilsart som beskrevs av Barend J. Lempke 1965. Celaena rufescens ingår i släktet Celaena och familjen nattflyn. Inga underarter finns listade i Catalogue of Life.